# Mountain City (Georgia)
Mountain City è una città degli Stati Uniti d'America, situata in Georgia, nella Contea di Rabun.